# ITunes Live from Capitol Studios
iTunes Live from Capitol Studios — концертный альбом Пола Маккартни, издан iTunes Store 6 марта 2012 года.

## Об альбоме
Этот концерт, записанный 9 февраля 2012 в легендарной студии Capitol Studios (Голливуд, Лос-Анджелес, шт. Калифорния, США), и транслировавшийся в Интернет через iTunes, был организован, чтобы отпраздновать выпуск Маккартни нового студийного альбома Kisses on the Bottom. Полная видеозапись выступления Маккартни показывалась по телесети PBS 7 сентября 2012, 13 ноября 2012 была выпущена на DVD и Blu-ray. Полная версия концерта в Capitol Studios была включена в расширенную версию издания альбома Kisses on the Bottom — Kisses on the Bottom — Complete Kisses.

## Список композиций
| №  | Название                                             | Автор(ы)                                         | Длительность |
| -- | ---------------------------------------------------- | ------------------------------------------------ | ------------ |
| 1. | «I'm Gonna Sit Right Down and Write Myself a Letter» | Fred E. Ahlert, Joe Young                        | 2:43         |
| 2. | «Home (When Shadows Fall)»                           | Peter van Steeden, Jeff Clarkson, Harry Clarkson | 4:29         |
| 3. | «More I Cannot Wish You»                             | Frank Loesser                                    | 3:27         |
| 4. | «The Glory of Love»                                  | Billy Hill                                       | 4:10         |
| 5. | «Ac-Cent-Tchu-Ate the Positive»                      | Гарольд Арлен, Джонни Мёрсер                     | 2:50         |
| 6. | «My Valentine»                                       | Пол Маккартни                                    | 3:30         |
| 7. | «Always»                                             | Ирвинг Берлин                                    | 4:15         |
| 8. | «Bye Bye Blackbird»                                  | Ray Henderson, Mort Dixon                        | 4:44         |
| 9. | «Get Yourself Another Fool»                          | Haywood Henry, Monroe Tucker                     | 4:41         |